# Писидийска епархия
Писидийската епархия (на гръцки: Ιερά Μητρόπολη Πισιδίας) е епархия на Вселенската патриаршия. Диоцезът съществува от 325 година с център в град Спарта, на турски Испарта. Титлата на предстоятеля е Митрополит на Писидия, ипертим и екзарх на Сиди, Мира и Анталия (Ο Πισιδίας, υπέρτιμος και έξαρχος Σίδης, Μυρέων και Ατταλείας). След възстановяването на епархията в началото на XXI век, седалището на митрополита е в Анталия.

## История
Антиохия Писидийска, днес Ялвач, е основан от цар Селевк I (321 - 281). Антиохийската митрополия е основана в 325 година под почетния примат на Ефеската митрополия. В 451 година става митрополия на Константинополската патриаршия. В VII век има 8 подчинени епископии, а в Χ век - 21, като остават толкова до XII век. След разрушаването на Антиохия от арабите в 717 година градът запада и вместо него се издига Созополис, днес Уруборлу. След селджукската окупация на района епископиите постепенно намаляват и в XV век не остава нито една. През XIII век седалището се мести на югозапад във Варис, град който след османското завоевание получава името Спарта. В 1565 - 1572 година трите обезлюдени епископии на Сиди, Мира и Аталия са придадени на Писидийската. През януари 1646 година е създадена Мирска митрополия, включваща Сиди и Аталия, но в 1651 година отново е анексиран към Писидия. След 1661 година митрополитът резидира в Аталия (Анталия) през зимата. През март 1786 година е създадена Мирска архиепископия, която през юли 1790 година отново е интегрирана в Писидийската.
Митрополията граничи с Илиуполската на север, Иконийската и Аданската (Антиохийска патриаршия) на изток (след като Селевкийската митрополия е присъединена към Аданската в XII век), Средиземно море на юг и Филаделфийската, Илиуполската митрополия и Бяло море на запад. Други важни градове са Полидорио (Бурдур), Мира (Кале), Макри (Фетхие), Мармарис, Сиди (Манавгат), Калонорос (Алания), Траянуполис (Газипаша).
След разгрома на Гърция в Гръцко-турската война и обмена на население между Гърция и Турция в 1922 година, на територията на епархията не остава православно население.
В началото на XXI век, със заселването на територията ѝ на много православни от страните от бившия Съветски съюз, епархията е възстановена като действаща. Епархията има три действащи храма - „Свети Павел и Свети Алипий“ в Анталия и „Свети Георги“ и „Света Богородица Писидийска“ в Алания. В 2018 година в присъствието на патриарх Вартоломей I Константинополски в Анталия - новия център на епархията е открито зданието на новата митрополия.

## Митрополити
| Име        | Име          | Управление                          | Забележка                                                | Години            |
| ---------- | ------------ | ----------------------------------- | -------------------------------------------------------- | ----------------- |
| Венедикт   | Βενέδικτος   | ноември 1768 – август 1781          |                                                          | ? – около 1805    |
| Кирил II   | Κύριλλος     | август 1781 – януари 1814 †         |                                                          | ? – 1814          |
| Дионисий   | Διονύσιος    | януари 1814 - юли 1814 †            | от видински м.                                           | ? – 1814          |
| Евгений    | Ευγένιος     | юли 1814 - 10 април 1821            | във вселенски п.                                         | 1780 – 1822       |
| Герасим I  | Γεράσιμος    | август 1821 – септември 1827        | подал оставка, по-късно писидийски                       | ? – ≥1848         |
| Самуил     | Σαμουήλ      | септември 1827 - ноември 1830       | по-рано пловдивски м., подал оставка, по-късно иконийски | ? – около 1846    |
| Герасим I  | Γεράσιμος    | ноември 1830 – март 1848            | по-рано писидийски, уволнен                              |                   |
| Мелетий    | Μελέτιος     | март 1848 - 2 юни 1861              | от воденски м., подал оставка                            | ? - 1861          |
| Кесарий    | Καισάριος    | 2 юни 1861 - юни 1880               | от ксантуполски т.е. (1832)                              | 1812 – 1884       |
| Партений   | Παρθένιος    | юни 1880 - 1886 †                   | от лаодикийски т.е.                                      | ? – 1886          |
| Венедикт   | Βενέδικτος   | 17 февруари 1886 - 23 октомври 1893 | от ганоски м., в мраморноостровен м.                     | около 1830 – 1906 |
| Герасим    | Γεράσιμος    | 23 октомври 1893 – 1 юни 1906       | от сервийски м., в янински м.                            | 1854 – 1928       |
| Константин | Κωνσταντίνος | 3 юни 1906 - 17 януари 1912 †       | от ганоски м.                                            | ? – 1912          |
| Герасим    | Γεράσιμος    | 26 януари 1912 – март 1923          | от родоски м., подал оставка, 23 август 1928 †           | 1854 – 1928       |
| Герман     | Γερμανός     | 18 март 1924 – 9 ноември 1943       | като сардийски и управляващ писидийски м.                | 1885 – 1945       |
| Йезекиил   | Ιεζεκιήλ     | 5 август 1974 - 16 септември 1979   | от австралийски м., в коски м.                           | 1913 – 1987       |
| Методий    | Μεθόδιος     | 12 март 1991 - 6 юли 2006 †         | от тиатирски а.                                          | 1925 – 2006       |
| Сотирий    | Σωτήριος     | 27 май 2008 - 10 юни 2022 †         | от корейски м.                                           | 1929 – 2022       |
| Йов        | Иов          | 22 юли 2022 -                       | от телмески е.                                           | 1974 –            |